# ایگور سوتیاگین
 ایگور سوتیاگین (انگلیسی: Igor Sutyagin؛ زاده ۱۷ ژانویهٔ ۱۹۶۵) یک فیزیک‌دان اهل روسیه است.